# Postřižínská
Postřižínská je slepá ulice v Hloubětíně na Praze 14, která vede od ulice Hostavická po svahu vrchu Lehovec (dříve Hlohovec) ke střelnici Chaloupky.
Nazvána je podle středočeské obce Postřižín, která leží v okrese Mělník 6 km na východ od Kralup nad Vltavou. Pojmenována byla v lednu 1998. Původně byla beze jména a na jejím konci byla jen střelnice Svazarmu, která vznikla na místě kamenolomu.
Na severní straně jsou budovy střelnice, na jihu je les. Ulice se stejným názvem leží v Odoleně Vodě.

## Budovy a instituce
- Aramy, s.r.o., Postřižínská 797/1, autoservis